# Stressor
Als Stressoren (auch: Stressfaktoren) werden alle inneren und äußeren Reize bezeichnet, die Stress verursachen und dadurch das betroffene Individuum zu einer Reaktion der aktiven Anpassung veranlassen. Der Organismus interpretiert die auf ihn einwirkenden Reize und ihre Auswirkungen für die jeweilige Situation und bewertet sie entweder positiv oder negativ.
Nach einem Konzept von Hans Selye unterscheidet man zwei Arten von Stress: positiven Stress (auch Eustress) und negativen Stress (auch Disstress oder Dysstress, englisch distress). Die griechische Vorsilbe εὖ eu bedeutet „wohl, gut, richtig, leicht“, die griechische Vorsilbe δύς dys bedeutet „miss-, schlecht“.

## Eustress
Als Eustress werden diejenigen Stressoren bezeichnet, die den Organismus positiv beeinflussen. Ein grundsätzliches Stress- bzw. Erregungspotenzial ist für das Überleben eines Organismus unabdingbar. Positiver Stress erhöht die Aufmerksamkeit und fördert die maximale Leistungsfähigkeit des Körpers, ohne ihm zu schaden. Im Gegensatz zum Disstress wirkt sich Eustress auch bei häufigem, langfristigem Auftreten positiv auf die psychische oder physische Funktionsfähigkeit eines Organismus aus. Eustress tritt beispielsweise auf, wenn ein Mensch zu bestimmten Leistungen motiviert ist oder Glücksmomente empfindet.

## Disstress
Negative Stressoren sind diejenigen Reize, die als unangenehm, bedrohlich oder überfordernd empfunden werden. Stress wird erst dann negativ interpretiert, wenn er häufig auftritt und kein körperlicher Ausgleich erfolgt. Ebenso können negative Auswirkungen auftreten, wenn die unter Stress leidende Person durch ihre Interpretation der Reize keine Möglichkeit zur Bewältigung der Situation sieht (Klausur, Wettkampf o. ä.). In diesem Fall kann Disstress durch die Vermittlung geeigneter Strategien zur Stressbewältigung (Coping) verhindert werden.
Disstress führt zu einer stark erhöhten Anspannung des Körpers (Ausschüttung bestimmter Neurotransmitter und Hormone, z. B. Adrenalin und Noradrenalin). Auf Dauer führt dies zu einer Abnahme der Aufmerksamkeit und Leistungsfähigkeit. Bei einer Langzeitwirkung von Disstress sowie fehlenden Copingstrategien kann es zu einem Burnout-Syndrom kommen.
Im Wirtschaftsleben sind die Menschen vielfältigen Stressoren ausgesetzt. Besonders deutlich wird dies am Beispiel der Großbetriebe des Einzelhandels, die traditionell das Instrumentarium psychologischer Betriebsführung beherrschen. Hier spielen Stressoren nicht nur für die Mitarbeiter eine Rolle (zum Beispiel aus den Bereichen Arbeitsumgebung, Arbeitsaufgabe, soziale Umgebung, Organisationsstruktur und persönliche Bedingungslage), sondern auch für die Kunden (zum Beispiel Ladengröße, Sortimentsumfang, Warenanordnung, Kundenmassen, Personalverhalten, Hintergrundmusik, Durchsagen und Lärm). Dabei müssen die Mitarbeiter jedoch vor andauernden Stressoren, die zu Disstress und negativen Reaktionen physiologischer, kognitiver und/oder emotionaler Art führen, geschützt werden. Da sich der kurzzeitige Einfluss von übermäßigen Reizen nach dem Kauf bzw. nach Verlassen des Geschäftslokals für die Kunden normalerweise rasch wieder auflöst, sind sie typischerweise einem Eustress ausgesetzt.
Die Psychiater Thomas Holmes und Richard Rahe entwickelten eine Skala mit 43 Ereignissen, die The Social Readjustment Rating Scale (SRRS), um das Ausmaß von Stress messen zu können. Negativen bzw. positiven Lebensereignissen werden Stresswerte von 0 bis 100 zugewiesen. Demnach ist der Stress umso größer, je mehr Lebensbereiche den neuen Umständen angepasst werden müssen. Weitere Untersuchungen unterstützen den Zusammenhang zwischen Stress und Krankheit.
| Rang | Ereignis                                                            | Stresswert |
| ---- | ------------------------------------------------------------------- | ---------- |
| 1    | Tod des Ehepartners                                                 | 100        |
| 2    | Scheidung                                                           | 73         |
| 3    | Trennung vom Ehepartner                                             | 65         |
| 4    | Haftstrafe                                                          | 63         |
| 5    | Tod eines Familienangehörigen                                       | 63         |
| 6    | Eigene Verletzung oder Krankheit                                    | 53         |
| 7    | Heirat                                                              | 50         |
| 8    | Verlust des Arbeitsplatzes                                          | 47         |
| 9    | Aussöhnung mit dem Ehepartner                                       | 45         |
| 10   | Pensionierung                                                       | 45         |
| 11   | Änderung im Gesundheitszustand eines Familienangehörigen            | 44         |
| 12   | Schwangerschaft                                                     | 40         |
| 13   | Sexuelle Schwierigkeiten                                            | 39         |
| 14   | Familienzuwachs                                                     | 39         |
| 15   | Geschäftliche Veränderung                                           | 39         |
| 16   | Erhebliche Einkommensveränderung                                    | 38         |
| 17   | Tod eines nahen Freundes                                            | 37         |
| 18   | Berufswechsel                                                       | 36         |
| 19   | Änderung in der Häufung der Auseinandersetzungen mit dem Ehepartner | 35         |
| 20   | Aufnahme eines Kredites über 10.000 $                               | 31         |
| 21   | Kündigung eines Darlehens                                           | 30         |
| 22   | Veränderung im beruflichen Verantwortungsbereich                    | 29         |
| 23   | Kinder verlassen das Elternhaus                                     | 29         |
| 24   | Ärger mit der angeheirateten Verwandtschaft                         | 29         |
| 25   | Großer persönlicher Erfolg                                          | 28         |
| 26   | Anfang oder Ende der Berufstätigkeit der Ehefrau                    | 26         |
| 27   | Schulbeginn oder -abschluss                                         | 26         |
| 28   | Änderung des Lebensstandards                                        | 25         |
| 29   | Änderung persönlicher Gewohnheiten                                  | 24         |
| 30   | Ärger mit dem Vorgesetzten                                          | 23         |
| 31   | Änderung von Arbeitszeit und -bedingungen                           | 20         |
| 32   | Wohnungswechsel                                                     | 20         |
| 33   | Schulwechsel                                                        | 20         |
| 34   | Änderung der Freizeitgewohnheiten                                   | 19         |
| 35   | Änderung der kirchlichen Gewohnheiten                               | 19         |
| 36   | Änderung der gesellschaftlichen Gewohnheiten                        | 18         |
| 37   | Aufnahme eines Kredites unter 10.000 $                              | 17         |
| 38   | Änderung der Schlafgewohnheiten                                     | 16         |
| 39   | Änderung der Häufigkeit familiärer Kontakte                         | 15         |
| 40   | Änderung der Essgewohnheiten                                        | 15         |
| 41   | Urlaub                                                              | 13         |
| 42   | Weihnachten                                                         | 13         |
| 43   | Geringfügige Gesetzesübertretungen                                  | 11         |